# Psychedelic trance
Psychedelic trance, psytrance sau doar psy (derivat de la cuvântul din greaca veche ψυχή "psihic", minte; suflet; respirație; spirit) este un stil de muzică electronică apărută la sfârșitul anilor 90.
Piesele psy trance au un tempou rapid, de 140-150 bpm, lungime între 6-8 minute și o structură compozițională clar definită.
Datorită tempoului rapid și a liniilor melodice psihedelice, muzica are un efect energizant și hipnotizant asupra ascultătorului, fiind foarte potrivită pentru dansuri meditative de lungă durată. Aceleași proprietăți fac acest stil de muzică potrivit pentru activități care necesită concentrație mentală și vigilență sporită.
Psychedelic Trance a cunoscut o creștere remarcabilă în anii 2000, în special în Europa, Japonia, Israel, Brazilia, în unele țări intrând chiar în top-urile radiourilor comerciale (Israel, Brazilia).

## Cultura Psy Trance
Față de alte stiluri de muzică electronică, psy trance este considerat mai mult decât muzică, fiind simbolul unui stil de viață și a unei filosofii.
Aceasta se datorează în mare parte festivalurilor de psy trance, care se organizează în zone pitorești, unde se adună la un loc oameni din toate țările lumii pentru a petrece câteva zile în uniune cu natura și muzica psihedelică.
În anii 2000 numărul festivalurilor și petrecerilor psychedelic trance a crescut considerabil în întreaga lume, în anul 2007 existând câteva sute de astfel de evenimente, la care participă între 500 și 50000 de oameni.
Participanții la festivaluri promovează de obicei idei sociale precum viața în armonie cu natura, eliberarea de concepțiile corporatiste și comerciale, explorarea spirituală, conviețuirea pașincă între națiuni, religii și etnii.
Festivalurile durează de obicei între 3 și 7 zile, mulți spunând, în urma participării, că a fost o experiență unică și de neuitat pentru tot restul vieții.

## Festivaluri notabile
- Boom Festival (Portugalia)
- Ozora Festival (Ungaria)
- VooV Experience (Germania)
- MoDem Festival (Croatia)
- Shankra Festival (Elvetia)
- Earthdance (Global)
- Psy-Fi Festival (Olanda)
- Alien Safari (Africa de Sud)
- Universo Paralello (Brazilia)
- Burning Man (S.U.A)

## Substanțe psihoactive
Acest stil de muzică este construit în jurul (și de multe ori sub influența) substanțelor psihedelice și psihoactive, în special LSD, ciuperci halucinogene sau marijuana, consumul moderat și responsabil al acestor substanțe având o conotație spirituală și de explorare interioară pentru consumatori. 
Substanțele psihoactive, deși tolerate în cultura psy trance, sunt privite ca unelte de autocunoaștere și nu ca metode de a fugi de realitate, abuzul iresponsabil și consumul drogurilor periculoase fiind descurajat.
Mulți consideră că mișcarea psy trance este renașterea mișcării hippie de la sfârșitul anilor '60 la un nivel global, dată fiind creșterea vertiginoasă a numărului de festivaluri și a adepților acestui stil de muzică din ultimii 5 ani.

## Reprezentanți
- Infected Mushroom (Israel)
- Astrix (Israel)
- Ace Ventura (Israel)
- Liquid Soul (Israel)
- Astral Projection (Israel)
- Atma (Romania)
- Atmos (Suedia)
- Hallucinogen (Anglia)
- Shpongle (Anglia)
- Juno Reactor (Anglia)
- Man With No Name (Anglia)
- Ocelot (S.U.A)
- Penta (Rusia)
- GSM (Olanda)
- Vini Vici (Israel)
- Indra (Israel)
- Talamasca (Franta)